# Scheinschlag
scheinschlag (mit den wechselnden Untertiteln: Zeitschrift für Mitte, Zeitschrift aus Mitte, Zeitung für die Berliner Innenstadt, Berliner Stadtzeitung und Zeitschrift für Berlin) war eine kostenlose Stadtteilzeitung für den früheren Berliner Bezirk und jetzigen Ortsteil Berlin-Mitte und die angrenzenden Gebiete. Das Blatt erschien von 1990 bis 2007. Schwerpunkt der Zeitung war die Berichterstattung über die lokale Politik, in erster Linie die Wohnungspolitik, sowie über die unabhängige Kunst- und Literaturszene.

## Geschichte
Die Idee für das Zeitungsprojekt entstand in den Zeiten nach der politischen Wende in der DDR und im Ostteil Berlins, als in Berlin-Mitte ein Runder Tisch zwischen den Interessen der Hausbesetzerszene und des Bezirkes vermitteln sollte. Ursprünglich sollte das Blatt, das zunächst in der Steinstraße in Berlin-Mitte erschien, Steinschlag heißen, jedoch kam man davon ab, nachdem die Auseinandersetzungen zwischen Hausbesetzerszene und Polizei nach der Räumung der Mainzer Straße militanter geworden waren. Am 23. November 1990 erschien die erste Ausgabe.
Der scheinschlag wurde über Aufsteller in den Straßen von Berlin-Mitte und den angrenzenden Gebieten sowie in Kneipen, Kinos und anderen Einrichtungen vertrieben.
Zunächst erschien die Zeitung monatlich, seit 1992 zweiwöchentlich. Anfang 1999 kehrte man wieder zur monatlichen Erscheinungsweise zurück. Nach mehreren Umzügen hatte das Blatt seit August 1994 seine Redaktionsräume in der Ackerstraße, öffentliche Redaktionssitzungen fanden in der Kneipe Village Voice in der gleichen Straße statt.
Ursprüngliches Ziel der Zeitschriftenmacher war eine Finanzierung über Anzeigen. Hierzu war von vornherein eine Auflage von mindestens 25.000 Exemplaren vorgesehen. Jedoch blieb das Anzeigengeschäft stets hinter den Erwartungen zurück, so dass die Zeitung von Beginn an finanzielle Probleme hatte. Eine wichtige Einnahmequelle war die vom Bezirksamt Mitte herausgegebene Sanierungsbeilage, die der Zeitschrift beilag und seit 1996 den Namen stadt.plan.mitte trug. Sie wurde viele Jahre von Ulrike Steglich verfasst, die auch für Redaktion und Layout des scheinschlag verantwortlich war.
Nachdem die finanziellen Schwierigkeiten nicht mehr zu lösen waren, wurde die Zeitung im Sommer 2007 eingestellt. In die Redaktionsräume in der Ackerstraße zog nach dem Ende der Zeitung der Club der polnischen Versager ein, nachdem dieser seine früheren Räumlichkeiten in der Torstraße räumen musste.

## Inhalt
Schwerpunkt der Zeitschrift war die Wohnungspolitik in Berlin-Mitte und den angrenzenden Gebieten. Hier wurden regelmäßig Sanierungs- und Modernisierungsprojekte im Bezirk analysiert. Seit 1996 wurde das Planwerk Innenstadt des Berliner Senats unter Senatsbaudirektor Hans Stimmann kritisch hinterfragt. Der scheinschlag bot lokalen Initiativen ein Forum.
Des Weiteren berichtete der scheinschlag über Kunst- und Kultur. Der Schwerpunkt lag hierbei auf unabhängigen Projekten.
Zu den regelmäßigen Beiträgen der Zeitschrift gehörte eine mehrere Jahre lang im Wechsel von Hans Duschke und Bov Bjerg geschriebene Kolumne. Falko Hennig berichtete regelmäßig über Ereignisse im historischen Berlin vor hundert Jahren.